# Hecatera fixseni
Hecatera fixseni là một loài bướm đêm thuộc họ Noctuidae. Nó được tìm thấy ở Ai Cập, Israel, Armenia, Iran, Turkmenistan, Afghanistan và Pakistan.
Con trưởng thành bay từ tháng 3 đến tháng 4 in Israel, generally, nó là một bivoltine species, flying in spring và autumn.